# Kispál és a Borz
Kispál és a Borz — венгерская рок-группа из Печа. Группа была основана в 1987 году. Прощальный концерт группа дала 9 августа 2010 года на рок-фестивале «Сигет», однако в 2016 году вновь состоялось несколько концертов. Стиль группы можно определить как альтернативный рок. Kispál és a Borz до сих пор рассматривается в числе групп, оказавших наибольшее влияние на альтернативный рок в Венгрии.

## История
Kispál és a Borz была образована в 1987 году, и изначально в её состав входили Габор Бройтигам, Режё Озди, Андраш Кишпал и Андраш Ловаши. Озди покинул группу в 1988 году — ещё до того, как вышел их дебютный демоальбом, содержавший 4 песни, после чего в 1989 году вышел другой демоальбом под названием Tökéletes helyettes. Первый же полноценный альбом под названием Naphoz Holddal группа выпустила в 1991 году. В родном городе Печ все музыканты, входившие на тот момент в состав группы, учились в одной школе, а затем и устроились работать в одно место, где они имели возможность проводить репетиции в рабочее время.
За время существования группы её состав часто менялся. Так, ударники в группе менялись 4 раза: Габора Бройтигама сменил в 1996 году Золтан Тот, которому на смену летом 2002 года пришёл Микаэль Цвекер. В период с 2006 по 2007 место за ударными занимал Арон Бора, которого сменил Абель Михалик, который был самым молодым членом группы — его возраст на тот момент равнялся возрасту самого коллектива. До 1996 года, когда к группе присоединился Акош Диошши, она состояла из трёх человек.

## Происхождение названия группы
Название группы Kispál és a Borz переводится как «Кишпал и барсук». Изначально Режё Озди предложил назвать группу назвать группу просто «Барсук», однако гитарист группы Андраш Кишпал посчитал неудачной идею назвать группу в честь животного, так как многие группы, имевшие подобные названия, оказались несостоявшимися в Венгрии, поэтому в конечном варианте названия группы было решено добавить его фамилию.

## Прощальный концерт
С прощальным 3-х часовым концертом группа выступила 9 августа 2010 года на фестивале «Сигет». По разным подсчётам концерт посетило до 45.000 человек.

## Состав на момент распада
- Андраш Кишпал (гитара, композитор)
- Андраш Ловаши (бас-гитара, вокал, автор, композитор)
- Акош Диошши (клавишные, вокал)
- Абель Михалик (ударные)

## Дискография

### Студийные альбомы
- Naphoz Holddal (1991)
- Föld kaland ilyesmi… (1992)
- Ágy, asztal, tévé (1993)
- Sika, kasza, léc (1994)
- Ül (1996)
- Bálnák, ki a partra (1997)
- Holdfényexpressz (1998)
- Velőrózsák (2000)
- Turisták bárhol (2003)
- Én, szeretlek, téged (2004)

### Мини-альбомы
- Fák virágok fény (1995)
- Kicsit (1997)
- Tesis a világ (1998)
- Az nem lehet soha (2000)
- Hang és fény (2000)
- Nagyon szerelmes lányok (2002)